# Загребський фунікулер
45°48′51″ пн. ш. 15°58′23″ сх. д. / 45.81427° пн. ш. 15.97308° сх. д.
Загребський фунікулер (хорв. Zagrebačka uspinjača) — фунікулер у Загребі (Хорватія). Належить оператору ZET, прямує вулицею Томича, що з'єднує вулиці Ілиця (Доні Град) зі Штросмаєра (Горний Град). Колія завдовжки 66 м робить його одним із найкоротших муніципальних фунікулерів у світі. Фунікулер був побудований у 1890 і експлуатується з 23 квітня 1893. Спочатку функціював від парових двигунів, які були замінені електричними двигунами у 1934 році. Маючи на увазі, що він зберіг свою первісну форму, будівельну та більшість технічних особливостей, він отримав правовий захист як пам'ятник культури

## Технічні характеристики
Фунікулер має два вагони на 28 пасажирів кожен (16 сидячих і 12 стоячих місць). 
- Довжина — 5640 мм у довжину
- Вага нетто — 5,05 тонни.
- Вантажопідйомність одного вагона — 2240 кг.
- Потужність електродвигуна — 28,5 кВт, працює на 400 В постійного струму , при 720 оборотах на хвилину .
- Ширина колії — 1200 мм
- Довжина колії — 66 м,
- Перепад висот — 30,5 м,
- Нахил — 52%.

Все це робить його одним з найкоротших, але й одним з найкрутіших фунікулерів у світі. Він працює зі швидкістю 1,5 м/с і потребує 55 секунд, щоб перетнути відстань

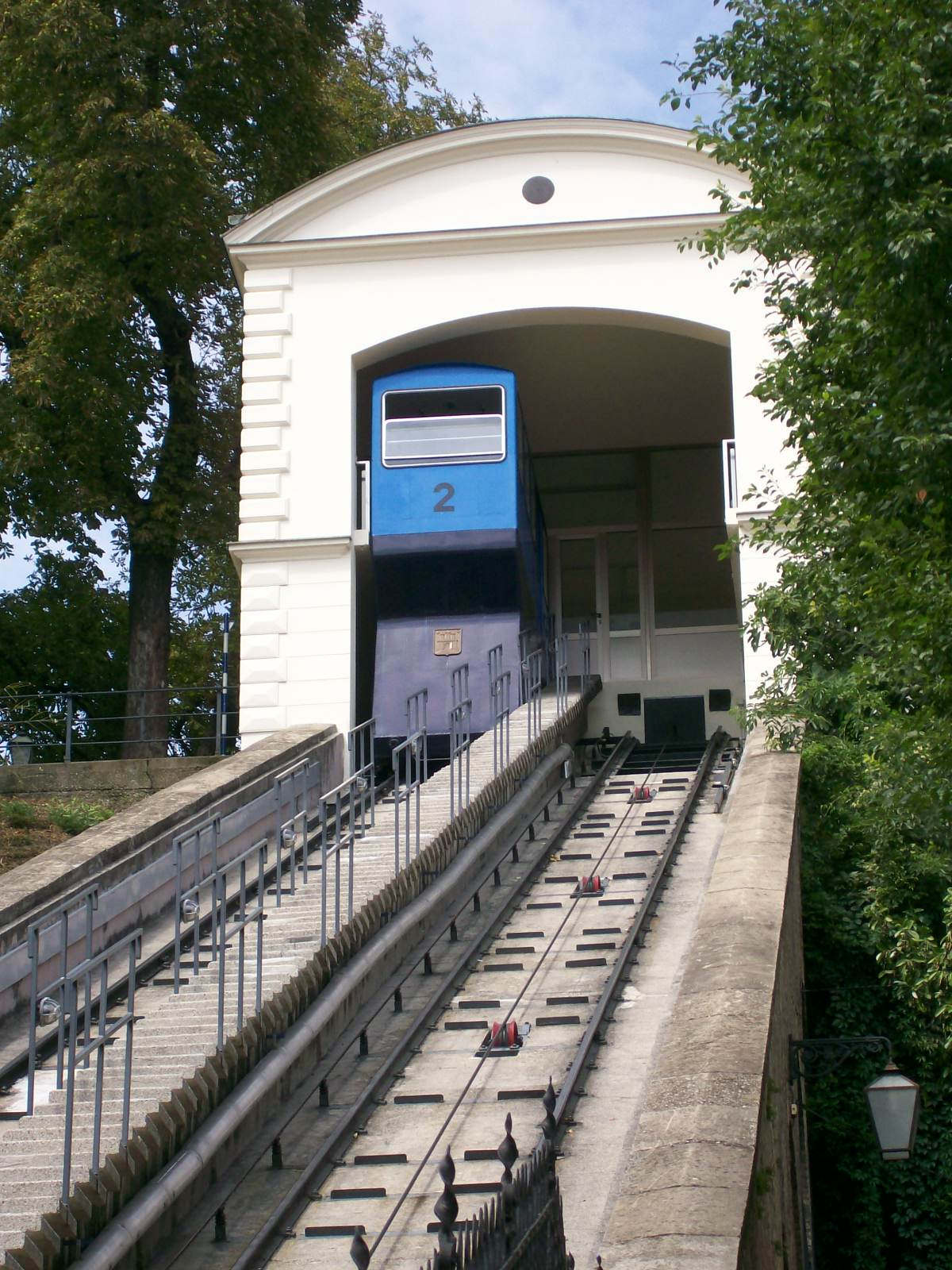
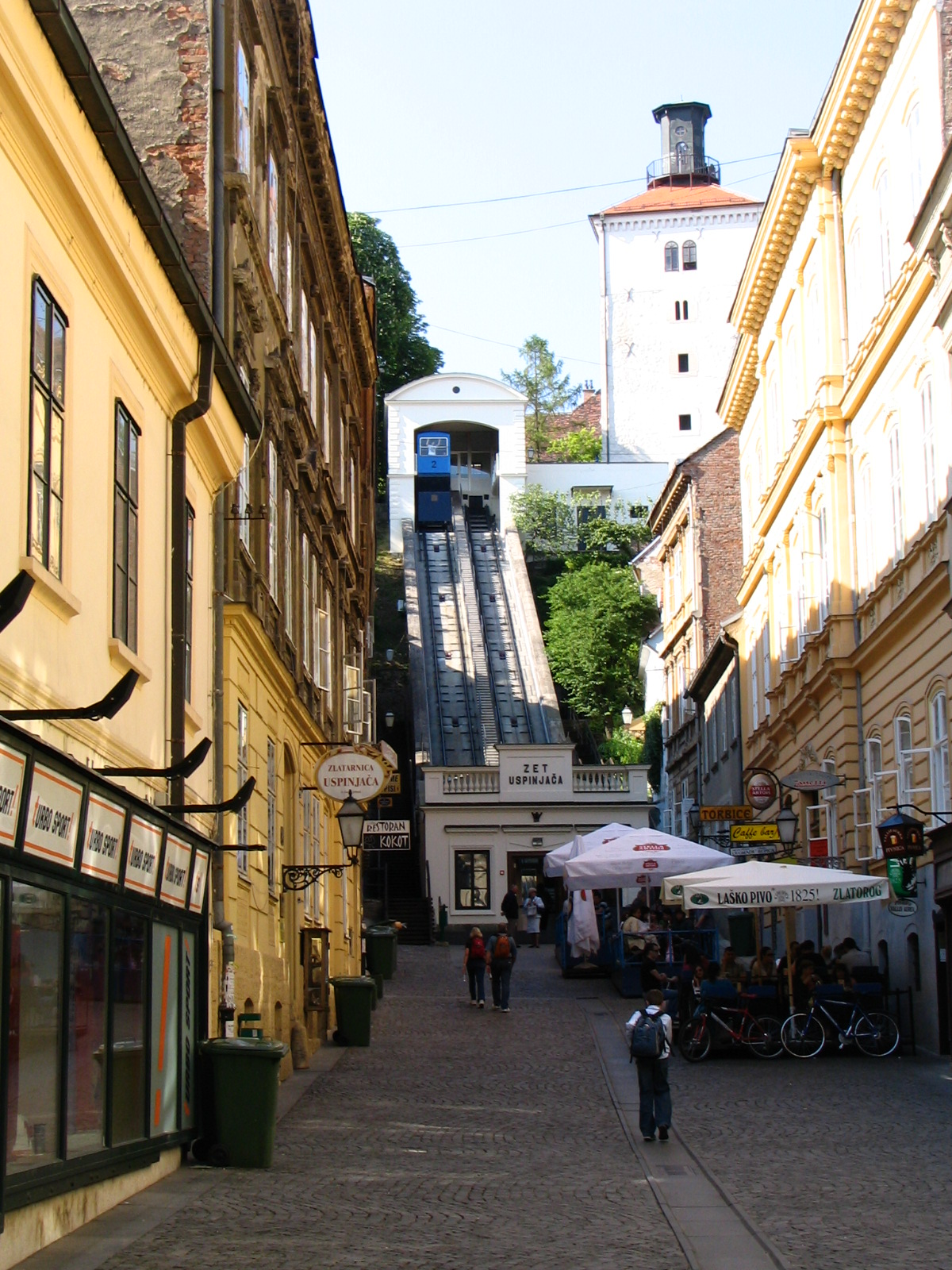